# 伏見宮貞常親王
伏見宮貞常親王（日语：ふしみのみや さだつねしんのう）（1426年1月27日—1474年8月15日）是日本室町時代的皇族成員，伏見宮貞成親王第二王子，後花園天皇的弟弟。父親貞成親王死後繼承為第四代伏見宮當主。
伏見宮貞常親王是1947年被宣布臣籍降下的舊皇族11宮家的共同祖先、伏見宮邦家親王的十一代祖先，伏見宮是目前唯一尚存的世襲親王家（皇室分支）。貞常親王於姪子後土御門天皇在位期間去世，他的兒子伏見宮邦高親王繼任為伏見宮第五代當主。